# باند استریت
باند استریتt (به انگلیسی: Bond_Street) یک برند سیگار است؛ که در حال حاضر توسط آلتریا تولید می‌شود. مالک فعلی این برند آلتریا است. این برند در سال ۱۹۰۲ پایه‌گذاری گردید.